# Yaouri
Yaouri est une localité et une commune rurale du Niger, département de Kantché, région de Zinder.

## Géographie
La localité de Yaouri est située à 34 km au sud du chef-lieu départemental Kantché. 
| Matamèye | Doungou      | Dogo   |
| Tsaouni  | Yaouri       | Bandé  |
| Kourni   | Sassoumbroum | Kouaya |

## Histoire
La commune rurale de Yaouri instaurée en 2002, est issue d'une partie du canton de Kantché.

## Population
Lors du recensement général de 2012, la population communale est relevée à 50 732 habitants, dont 1 573 habitants pour la localité principale.

## Localités
La commune s'étend sur 44 villages, 62 hameaux, un camp et 5 points d'eau au sud-est du département de Kantché.

## Services et infrastructures
- Centre de Santé Intégré (CSI) à Yaouri, Gomba[5].
- Collège d'enseignement général (CEG) à Yaouri.
- Centre de formation des métiers (CFM) à Yaouri.